# Довгі версти війни
«Довгі версти війни» (рос. «Долгие вёрсты войны») — радянський художній фільм 1975 року режисера Олександра Карпова за мотивами повістей Василя Бикова: «Журавлиний крик», «Атака з ходу», «На сході сонця».

## Сюжет
Три бойові епізоди: з початку війни; корінного перелому в ході війни; остаточного розгрому ворога.

## У ролях
- Вадим Яковлєв
- Юрій Дуванов
- Микола Федорцов
- Олександр Вдовін
- Олександр Серський
- Борис Щербаков
- Віктор Петров
- Олександр Карпов
- Борис Руднєв
- Геннадій Овсянников
- Олексій Інжеватов
- Олександр Жданов
- Павло Первушин
- Анатолій Ведёнкін
- Федір Шмаков — Кривошеєв
- Раднер Муратов
- Микола Сморчков
- Улдіс Пуцитіс
- Едуард Горячий
- Павло Кормунін
- Світлана Крючкова
- Михайло Матвєєв
- Олександр Потапов
- Микола Ферапонтов
- Юрій Овсянко
- Валерій Шушкевич
- Георгій Тейх
- Валентина Титова
- Паул Буткевич
- Микола Кузьмін

## Творча група
- Сценарій: Василь Биков
- Режисер: Олександр Карпов
- Оператор: Андрій Булинський, Едуард Садриєв
- Композитор: Микита Богословський